# قجور (بیجار)
قجور (بیجار)، روستایی از توابع بخش کرانی شهرستان بیجار در استان کردستان ایران است.

## جمعیت
این روستا در دهستان گرگین قرار دارد و براساس سرشماری مرکز آمار ایران در سال ۱۳۸۵، جمعیت آن ۲۹۱ نفر (۷۴خانوار) بوده‌است. مردم این روستا اکثراً به تهران مهاجرت کرده‌اند و به زبان ترکی آذربایجانی صحبت می‌کنند.